# McDonald Bay
Die McDonald Bay ist eine an ihrer Einfahrt 16 km breite Bucht an der Küste des ostantarktischen Königin-Marie-Lands. Sie liegt unmittelbar westlich des Mabus Point zwischen Adams Island und den Haswell-Inseln. 
Entdeckt und kartiert wurde sie von der Mannschaft der Westbasis der Australasiatischen Antarktisexpedition (1911–1914) unter der Leitung des australischen Polarforschers Douglas Mawson. Das Advisory Committee on Antarctic Names benannte sie 1955 nach Edwin Anderson McDonald (1907–1988), Kommandant des Eisbrechers USS Burton Island bei der Operation Windmill (1947–1948) zur Errichtung astronomischer Beobachtungsstationen entlang der Küste des Königin-Marie-Lands, des Kaiser-Wilhelm-II.-Lands sowie der Knox- und Budd-Küste.